# Glympis toddi
Glympis toddi är en fjärilsart som beskrevs av Hayes 1975. Glympis toddi ingår i släktet Glympis och familjen nattflyn. Inga underarter finns listade i Catalogue of Life.